# Hermann Bauer (Politiker, 1905)
Hermann Bauer (* 4. Februar 1905 in Ansbach; † 15. April 1983 in München) war ein deutscher Rechtsanwalt und Politiker der BVP und der CSU.

## Leben und Beruf
Bauer studierte zunächst in Augsburg Philosophie und Geschichte, anschließend Jura in München, Berlin und Würzburg. Seit 1923 war er Mitglied der katholischen Studentenverbindung KDStV Aenania München im CV. 1927 schloss er das Studium mit Staatsexamen und Promotion ab. Von 1931 bis 1933 war er als Rechtsanwalt in Schrobenhausen tätig, wo er auch politisch aktiv war. 1933 geriet er zweimal vorübergehend in Haft. Im Zweiten Weltkrieg war er als Soldat im Einsatz, zuletzt war er Oberzahlmeister. Im Oktober 1945 wurde er als Stadtrechtsrat nach Regensburg berufen; diesen Posten übte er bis Ende 1946 aus. Daraufhin ließ er sich in München nieder und kehrte 1948 in seine Tätigkeit als Rechtsanwalt zurück.
Bauer wurde auf dem Friedhof Perlach beigesetzt.

## Politik
Bis 1933 leitete Bauer die Ortsgruppe der BVP in Schrobenhausen, dort gehörte er 1933 auch dem Stadtrat an. 1946 wurde er in die Verfassunggebende Landesversammlung in Bayern berufen.